# Blancanieves y los siete enanitos (mediometraje de 1984)
Blancanieves y los siete enanitos (Cuentos de Las Estrellas) es un mediometraje de fantasía, aventuras, comedia y romance de 1984, hecha para la colección de películas Los Cuentos de Las Estrellas (Faerie Tale Theatre), y basada en el cuento de hadas de Blancanieves de los Hermanos Grimm. Fue hecha por Gaylord Productions Inc., Lions Gate Films y Platypus Productions y dirigida por Peter Medak. 

## Argumento
Quinto episodio de la tercera temporada de la serie Cuentos de las estrellas (Faerie Tale Theatre) en el que adapta a la pantalla el clásico cuento de Blancanieves y los siete enanitos.

## Elenco
- Vanessa Redgrave como la Reina Malvada.
- Elizabeth McGovern como Blancanieves.
- Vincent Price como el espejo mágico.
- Shelley Duvall como la Reina Buena.
- Michael Preston como el cazador.
- Rex Smith como el Príncipe.
- Lou Carry como Bertram.
- Tony Cox como Bubba.
- Billy Curtis como Barnaby.
- Phil Fondacaro como Bernard.
- Daniel Frishman como Boniface.
- Peter Risch como Bruno.
- Kevin Thompson como Baldwin.

- Datos: Q16532946